# 我善坊谷

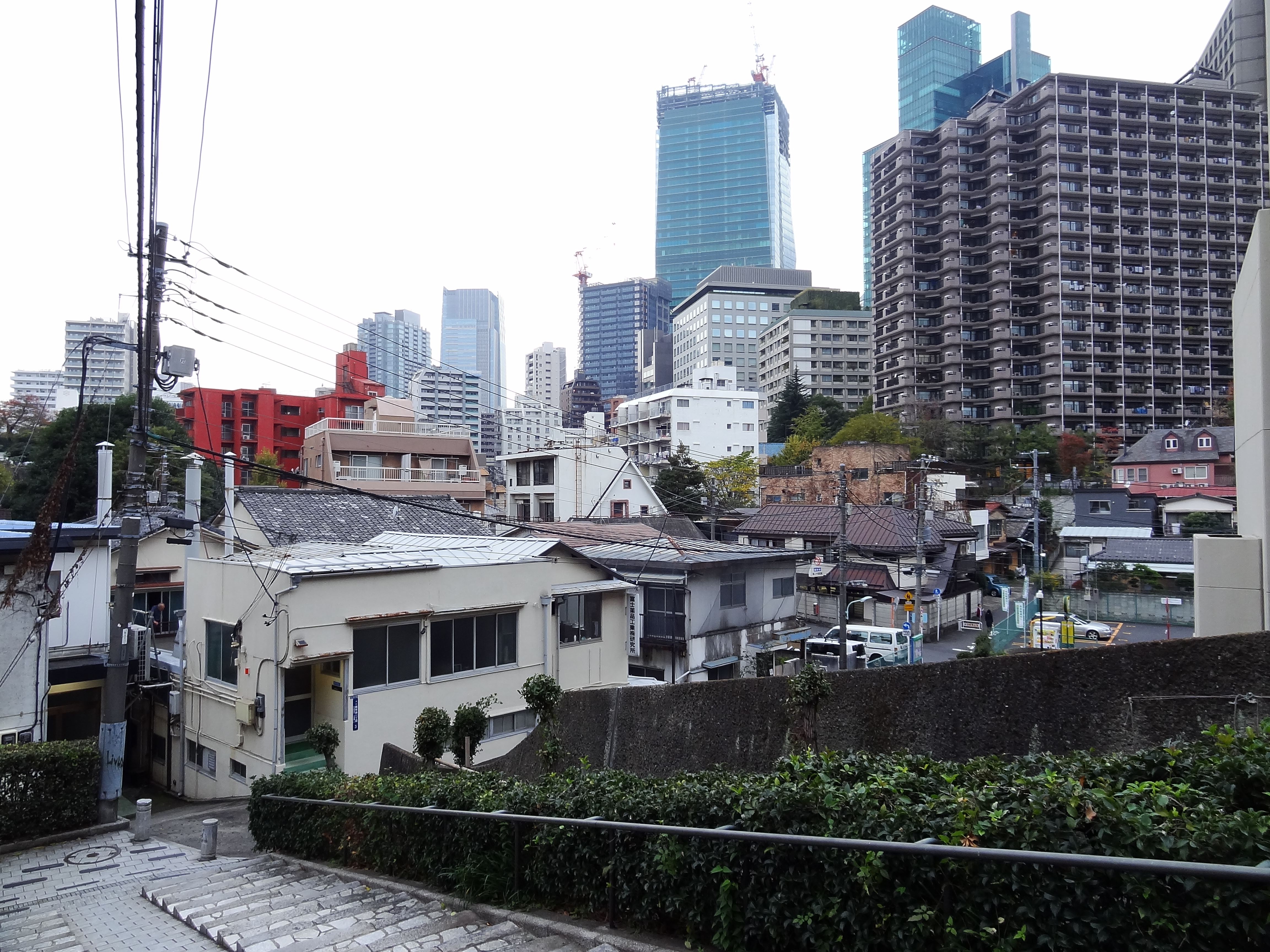
我善坊谷

我善坊谷（がぜんぼうだに）は、かつて東京都港区に存在していた谷である。

## 概要
現在の港区麻布台一丁目及び虎ノ門五丁目に位置し、そのうち麻布台一丁目にあたる区域はかつてこの谷に由来し「麻布我善坊町」と呼ばれていた。周囲との高低差は最大約18mあった。地域は落合坂、三年坂、我善坊谷坂（稲荷坂）、行合坂に囲まれており、地域内を南北に貫通する道路は存在しなかった。我善坊谷は住宅や商店の密集する地域だった。また、後述する一帯の再開発事業に向け森ビルが地域内に社員寮を置いていた。
この谷が我善坊谷と呼ばれるようになった由来にはいくつかの説がある。一つの説では江戸幕府二代将軍徳川秀忠の正室である崇源院の葬列の途中の道筋にあたるこの谷地に龕前堂と呼ばれる仮御堂が置かれ、後にこの一帯が「龕前堂谷」と呼ばれるようになり、やがて「我善坊谷」に転訛したとしている。別の説では、この谷地で座禅を組む僧がいたので「座禅坊谷」という地名が起こり、これが訛って「我善坊谷」に変わったとしている。
一帯は森ビルが主導する再開発計画「虎ノ門・麻布台地区第一種市街地再開発事業」によって「麻布台ヒルズ」を建設する区域となっており、着工に先立ち2019年（令和元年）6月7日正午に一帯の区道が全て廃止されると同時に我善坊谷は閉鎖された。事業には土地を嵩上げし谷地を平地にすることも含まれていたため、谷自体が消滅した。

## 主な施設
- 大養寺
- 港区立横川省三記念公園